# ملعب تيهيلنه بوله
ملعب تيهيلنه بوله أو الملعب الوطني هو ملعب متعدد الإستخدامات يقع في براتيسلافا عاصمة سلوفاكيا تم إفتتاحه في 2019 ويتسع لـ 22,500 متفرج.